# Lijst van voetbalinterlands Dominicaanse Republiek - Trinidad en Tobago
Deze lijst van voetbalinterlands is een overzicht van alle officiële voetbalwedstrijden tussen de nationale teams van de Dominicaanse Republiek en Trinidad en Tobago. De landen speelden tot op heden elf keer tegen elkaar. De eerste ontmoeting, een groepswedstrijd tijdens de Caribbean Cup 1991, werd gespeeld in Kingston (Jamaica) op 23 mei 1991. Het laatste duel, een kwalificatiewedstrijd voor de Caribbean Cup 2017, vond plaats op 5 oktober 2016 in Couva.

## Wedstrijden
| №  | Plaats        | Datum            | Competitie                      | Wedstrijd                      | Uitslag |
| -- | ------------- | ---------------- | ------------------------------- | ------------------------------ | ------- |
| 1  | Kingston      | 23 mei 1991      | Caribbean Cup 1991              | Trinidad en Tobago − Dom. Rep. | 7 − 0   |
| 2  | Santo Domingo | 15 juni 1996     | WK 1998 kwalificatie            | Dom. Rep. − Trinidad en Tobago | 1 − 4   |
| 3  | Port of Spain | 25 juni 1996     | WK 1998 kwalificatie            | Trinidad en Tobago − Dom. Rep. | 8 − 0   |
| 4  | Port of Spain | 2 april 2000     | WK 2002 kwalificatie            | Trinidad en Tobago − Dom. Rep. | 3 − 0   |
| 5  | San Cristóbal | 16 april 2000    | WK 2002 kwalificatie            | Dom. Rep. − Trinidad en Tobago | 1 − 1   |
| 6  | Santo Domingo | 13 juni 2004     | WK 2006 kwalificatie            | Dom. Rep. − Trinidad en Tobago | 0 − 2   |
| 7  | San Fernando  | 20 juni 2004     | WK 2006 kwalificatie            | Trinidad en Tobago − Dom. Rep. | 4 − 0   |
| 8  | Port of Spain | 8 oktober 2008   | Vriendschappelijk               | Trinidad en Tobago − Dom. Rep. | 9 − 0   |
| 9  | Saint John's  | 11 december 2012 | Caribbean Cup 2012              | Trinidad en Tobago − Dom. Rep. | 2 − 1   |
| 10 | Couva         | 9 oktober 2014   | Caribbean Cup 2014 kwalificatie | Trinidad en Tobago − Dom. Rep. | 6 − 1   |
| 11 | Couva         | 5 oktober 2016   | Caribbean Cup 2017 kwalificatie | Trinidad en Tobago − Dom. Rep. | 4 − 0   |

## Samenvatting
| Competitie                 | Totaal gespeeld | Winst Dom. Rep. | Gelijk | Winst Trinidad en T. | Doelsaldo Dom. Rep. – Trinidad en T. |
| -------------------------- | --------------- | --------------- | ------ | -------------------- | ------------------------------------ |
| WK-kwalificatie            | 6               | 0               | 0      | 6                    | 1 − 22                               |
| Caribbean Cup              | 2               | 0               | 0      | 2                    | 1 − 9                                |
| Caribbean Cup-kwalificatie | 2               | 0               | 0      | 2                    | 1 − 10                               |
| Vriendschappelijk          | 1               | 0               | 0      | 1                    | 0 − 9                                |
| Totaal                     | 11              | 0               | 0      | 11                   | 3 − 50                               |

Wedstrijden bepaald door strafschoppen worden, in lijn met de FIFA, als een gelijkspel gerekend.
FEDOFUTBOL · A-internationals · Bondscoaches · Vrouwenvoetbalelftal van de Dominicaanse Republiek
1970 – 1979 ·
1980 – 1989 ·
1990 – 1999 ·
2000 – 2009 ·
2010 – 2019 ·
2020 − 2029
Amerikaanse Maagdeneilanden ·
Anguilla ·
Antigua en Barbuda ·
Aruba ·
Bahama's ·
Barbados ·
Belize ·
Bermuda ·
Britse Maagdeneilanden ·
Chili ·
Costa Rica ·
Cuba ·
Curaçao ·
Dominica ·
El Salvador ·
Guatemala ·
Guyana ·
Haïti ·
Indonesië ·
Kaaimaneilanden ·
Montserrat ·
Nederlandse Antillen ·
Nicaragua ·
Panama ·
Peru ·
Puerto Rico ·
Saint Kitts en Nevis ·
Saint Lucia ·
Saint Vincent en de Grenadines ·
Servië ·
Suriname ·
Trinidad en Tobago ·
Turks- en Caicoseilanden ·
Venezuela ·
Verenigde Arabische Emiraten
TTFF · A-internationals · Bondscoaches · Selecties · Statistieken · Olympisch elftal · Vrouwenelftal van Trinidad en Tobago · Trinidad U21 · Trinidad U19 · Trinidad U17
Gold Cup 1991 · 
Gold Cup 1993 · 
Gold Cup 1996 · 
Gold Cup 1998 · 
Gold Cup 2000 · 
Gold Cup 2002 · 
Gold Cup 2005 · 
Gold Cup 2007 · 
Gold Cup 2009 · 
Gold Cup 2011 · 
Gold Cup 2013
WK 2006
1934 · 
1935 · 
1936 · 
1937 · 
1938 · 
1939 · 
1940 · 
1941 · 
1942 · 
1943 · 
1944 · 
1945 · 
1946 · 
1947 · 
1948 · 
1949 · 
1950 · 
1951 · 
1952 · 
1953 · 
1954 · 
1955 · 
1956 · 
1957 · 
1958 · 
1959 · 
1960 · 
1961 · 
1962 · 
1963 · 
1964 · 
1965 · 
1966 · 
1967 · 
1968 · 
1969 · 
1970 · 
1971 · 
1972 · 
1973 · 
1974 · 
1975 · 
1976 · 
1977 · 
1978 · 
1979 · 
1980 · 
1981 · 
1982 · 
1983 · 
1984 · 
1985 · 
1986 · 
1987 · 
1988 · 
1989 · 
1990 · 
1991 · 
1992 · 
1993 · 
1994 · 
1995 · 
1996 · 
1997 · 
1998 · 
1999 · 
2000 · 
2001 · 
2002 · 
2003 · 
2004 · 
2005 · 
2006 · 
2007 · 
2008 · 
2009 · 
2010 · 
2011 · 
2012 · 
2013 · 
2014 ·
2015 ·
2016 ·
2017 ·
2018 ·
2019 ·
2020 ·
2021 ·
2022
Anguilla · 
Antigua en Barbuda ·
Argentinië ·
Azerbeidzjan · 
Bahama's ·
Bahrein · 
Barbados · 
Belize · 
Bermuda · 
Bolivia ·
Botswana · 
Britse Maagdeneilanden · 
Canada · 
Chili · 
China · 
Colombia · 
Costa Rica · 
Cuba · 
Curaçao · 
Dominicaanse Republiek ·
Ecuador ·
Egypte ·
El Salvador ·
Engeland ·
Estland ·
Finland ·
Grenada ·
Guatemala ·
Guyana ·
Haïti ·
Honduras ·
Ierland ·
IJsland ·
India ·
Irak ·
Iran ·
Jamaica ·
Japan ·
Jordanië ·
Kaaimaneilanden · 
Kenia · 
Koeweit ·
Marokko ·
Mexico ·
Montserrat ·
Nederlandse Antillen ·
Nicaragua ·
Nieuw-Zeeland ·
Noord-Ierland ·
Noorwegen · 
Oostenrijk · 
Panama ·
Paraguay ·
Peru ·
Puerto Rico ·
Roemenië ·
Saint Kitts en Nevis ·
Saint Lucia ·
Saint Vincent en de Grenadines ·
Saoedi-Arabië · 
Schotland ·
Slovenië ·
Suriname ·
Tadzjikistan ·
Taiwan ·
Thailand ·
Tsjechië · 
Uruguay · 
Venezuela · 
Verenigde Arabische Emiraten ·
Verenigde Staten ·
Wales · 
Zuid-Afrika ·
Zuid-Korea ·
Zweden
Engeland (2006) · 
Paraguay (2006) · 
Zweden (2006)